# PERQ

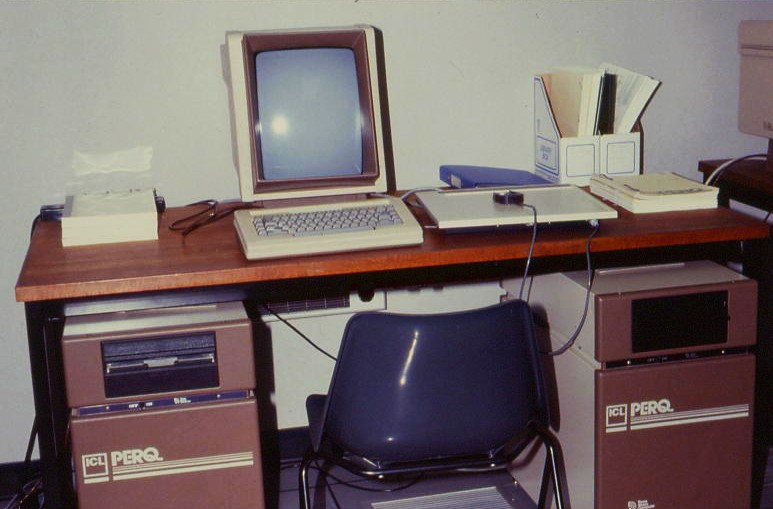
Deux machines ICL PERQ et une station de travail.

PERQ (également connu sous les appellations Three Rivers PERQ et ICL PERQ) est une station de travail d’avant-garde et distribuée au début des années 1980.
La machine PERQ fut conçue par des étudiants de l'Université Carnegie Mellon aux États-Unis après le lancement de leur startup en 1974.
L'un de ses fondateurs, Brian Rosen, travailla également au Xerox PARC sur le projet de la machine Dolphin. La machine PERQ fut largement influencée par la conception de l'ordinateur Xerox Alto. PERQ reste la première aventure commerciale dans la production de station de travail à usage privé et ouvrait par là-même une brèche pour une future révolution micro-informatique. Un prototype de la machine PERQ fut en effet observé en 1979 à la conférence SIGGRAPH aux États-Unis.

## Logiciels

### Systèmes
AccentUn projet de recherche de système multitâche développé à l'Université Carnegie Mellon avec un gestionnaire de fenêtres appelé Sapphire. Accent fut le prédécesseur du micro-noyau Mach.